# Bernardo Sainz
Bernardo Sainz Gallo (ur. 15 kwietnia 1985 w mieście Meksyk) – meksykański piłkarz występujący na pozycji napastnika.
Jego starsza siostra Inés Sainz jest znaną dziennikarką sportową.

## Kariera klubowa
Sainz jest wychowankiem klubu Monarcas Morelia, gdzie jako nastolatek prezentował spory talent do strzelania bramek – w 2005 roku został królem strzelców ligi rezerw, otrzymywał również powołania do młodzieżowych reprezentacji kraju. Do seniorskiej drużyny został włączony przez brazylijskiego szkoleniowca Ricardo Ferrettiego i w meksykańskiej Primera División zadebiutował 21 maja 2005 w zremisowanym 1:1 meczu z Tecos UAG. Zaraz potem udał się jednak na wypożyczenie do ekipy Dorados de Sinaloa, gdzie zaczął częściej pojawiać się na ligowych boiskach, a 11 września 2005 w przegranej 1:4 konfrontacji z San Luis zdobył swoją premierową bramkę w najwyższej klasie rozgrywkowej. Ogółem w zespole z miasta Culiacán spędził rok (notował też pojedyncze występy w drugoligowych filiach Dorados – Alacranes de Durango i Dorados de Tijuana), występując w nim z graczami takimi jak Sebastián Abreu czy Josep Guardiola, lecz nie zdołał uchronić go przed spadkiem do drugiej ligi po sezonie 2005/2006.
Po powrocie do Morelii Sainz został ponownie relegowany do roli głębokiego rezerwowego, wobec czego został wypożyczony po raz kolejny; tym razem do zespołu Tecos UAG z siedzibą w Guadalajarze. Barwy tej drużyny reprezentował przez następne dwanaście miesięcy, lecz na ligowych boiskach pojawił się w tym czasie zaledwie czterokrotnie. W połowie 2008 roku odszedł do drugoligowego Mérida FC, gdzie podczas pierwszego półrocza był podstawowym graczem drużyny, lecz później stracił pewne miejsce w wyjściowej jedenastce. W wiosennym sezonie Clausura 2009 wygrał z Méridą rozgrywki Primera División A, co wobec porażki w decydującym dwumeczu z Querétaro nie zaowocowało jednak awansem do pierwszej ligi. Przez cały 2010 rok pozostawał bez klubu, zaś w styczniu 2011 na zasadzie wolnego transferu zasilił innego drugoligowca, Atlante UTN, gdzie grał przez pół roku jako podstawowy zawodnik.
Latem 2011 Sainz został zawodnikiem Neza FC – drugoligowej filii swojego macierzystego Monarcas Morelia. Barwy klubu z Nezahualcóyotl reprezentował bez większych sukcesów przez kolejny rok, po czym został wypożyczony na sześć miesięcy do zespołu Puebla FC, powracając tym samym po czterech latach do najwyższej klasy rozgrywkowej. Tam zanotował jednak tylko jeden występ, wskutek czego na początku 2013 roku podpisał umowę z występującym w drugiej lidze Pumas Morelos.
| Sezon     | Klub               | Kraj   | Rozgrywki        | Mecze | Bramki |
| --------- | ------------------ | ------ | ---------------- | ----- | ------ |
| 2004/2005 | Monarcas Morelia   | Meksyk | Primera División | 1     | 0      |
| 2005/2006 | Dorados de Sinaloa | Meksyk | Primera División | 23    | 3      |
| 2006/2007 | Monarcas Morelia   | Meksyk | Primera División | 3     | 0      |
| 2007/2008 | Tecos UAG          | Meksyk | Primera División | 4     | 0      |
| 2008/2009 | Mérida FC          | Meksyk | Liga de Ascenso  | 26    | 5      |
| 2009/2010 | Mérida FC          | Meksyk | Liga de Ascenso  | 7     | 0      |
| 2010/2011 | Atlante UTN        | Meksyk | Liga de Ascenso  | 18    | 3      |
| 2011/2012 | Neza FC            | Meksyk | Liga de Ascenso  | 20    | 2      |
| 2012/2013 | Puebla FC          | Meksyk | Primera División | 1     | 0      |
| 2012/2013 | Pumas Morelos      | Meksyk | Liga de Ascenso  |       |        |